# فيران غاليغو
فيران غاليغو (بالإسبانية: Ferran Gallego)‏ هو أستاذ جامعي وكاتب ومؤرخ إسباني، ولد في 1953 في برشلونة في إسبانيا.